# Джонс, Крэйг (мотогонщик)
Крэйг Джонс (англ. Craig Jones; 16 января 1985, Кру, Чешир, Англия — 4 августа 2008, Лондон, Англия) — английский мотогонщик.

## Карьера
Джонс родился в английском городе Кру, вырос в Нортуиче. В 1996 году стал чемпионом Великобритании в классе Junior Mini Moto, а через год занял 2 место в Чемпионате British Senior Mini Moto. В 1998 году победил в гонке Великобритании Mini Moto в классе Senior. Джонс выиграл в 2002 году British Junior Superstock в команде Roundstone Suzuki на Roundstone Suzuki GSX-R600, в следующем году он был приглашён в British Supersport Triumph Valmoto, где занял седьмое место. Удачными сложились для него и следующие два сезона: в 2004 году 8 место, в 2005 — второй результат по итогам сезона.
В 2006 году, тогда 21-летний, Крэйг впервые в своей карьере выступил на Чемпионате мира Супербайка в команде Foggy Petronas Racing. А в 2007 году Джонс выступил на Чемпионате мира по Суперспорту, где с командой Reve Ekerold Honda стал пятым.

## Смерть
Роковым стал для мотоспортсмена 2008 год. В новом сезоне Чемпионата он выступал в команде Parkalgar Honda и был одним из претендентов на призовые места и главным претендентом на победу в гонке в Лондоне, однако на пьедестал ему взойти было не суждено. 3 августа на гоночной трассе Лондона Джонс вёл борьбу с мотогонщиками Эндрю Питтом и Джонатаном Ри. На девятом круге на повороте к его байку вплотную сзади подъезжает Питт, передним колесом таранит в спину 23-летнего гонщика, того разворачивает и выбрасывает с байка, после чего он падает головой под переднее колесо австралийцу, будущему чемпиону Мирового чемпионата этого сезона. Сам Крэйг от полученных многочисленных переломов, травм мозга и черепа скончался в ночь с 3 на 4 августа. На момент падения он шёл вторым после британца Джонатана Ри, поэтому в этой гонке ему был присуждён второй результат посмертно. До завершения сезона оставалось пройти четыре трассы: Европы, Италии, Франции и Португалии, но они состоялись без Крэйга. Это отбросило молодого англичанина на седьмую позицию с 100 очками в активе.